# 傑克遜項鰭魚
傑克遜項鰭魚為輻鰭魚綱鱸形目隆頭魚亞目隆頭魚科的其中一種，分布於澳洲西北部及豪勳爵島海域，體長可達17.5公分，棲息在沙底質開放海域，受驚嚇時會躲於沙中，生活習性不明。

## 擴展閱讀
維基物種上的相關：傑克遜項鰭魚